# Traitement de première intention
En médecine, un traitement de première intention ou traitement standard est celui qui est donné à un malade n'ayant pas déjà reçu de traitement médical précédemment pour soigner la maladie en question. Il s'agit du traitement le plus couramment utilisé pour soigner cette dernière, selon l'expérience du médecin traitant. Le choix du traitement de première intention dépend avant tout du contexte : la moitié des pneumocoques causant des infections respiratoires à Paris étant résistants à la pénicilline, un autre médicament sera en général choisi par le médecin en première intention.
Il précéde le traitement de deuxième intention qui sera administré si le premier traitement n'est pas ou plus efficace. 